# Fluorid protaktiničitý
Fluorid protaktiničitý je anorganická sloučenina s chemickým vzorcem PaF4.

## Příprava
Fluorid protaktiničitý lze připravit fluorací oxidu protaktiničitého směsí fluorovodíku a vodíku při teplotě 600 °C:
PaO2 + 4 HF → PaF4 + 2 H2O
Fluorid protaktiničitý lze připravit redukční fluorací oxidu protaktiničného směsí fluorovodíku a vodíku při teplotě 500 °C:
Pa2O5 + 8 HF + H2→ 2 PaF4 + 5 H2O

## Vlastnosti
Fluorid protaktiničitý je radioaktivní červenohnědá, netěkavá pevná látka, která je nerozpustná ve vodě, kyselině fluorovodíkové, hydrogendifluoridu amonném, kyselině dusičné, kyselině chlorovodíkové ale lze ji rozpustit v zásadách. Krystalizuje v monoklinické soustavě typu fluoridu uraničitého s prostorovou grupou I2/c (Číslo 15, Pozice 8) a parametry mřížky a = 1270 pm, b = 1070 pm, c = 842 pm a β = 126,3°.

## Reaktivita
Fluorid protaktiničitý reaguje s hydroxidy alkalických kovů:
PaF4 + 4 NaOH→ PaO2↓ + 4 NaF + 2 H2O
Fluorid protaktiničitý reaguje s fluorem za vzniku fluoridu protaktiničného za teploty 700 °C:
PaF4 + F2 → 2 PaF5
Redukcí baryem lze získat kovové protaktinium:
PaF4 + 2 Ba → Pa + 2 BaF2
Fluorid protaktiničitý reaguje s fluoridy alkalických kovů za vzniku komplexních solí:
PaF4 + KF→ K[PaF5]